# Мате-Йехуда
Региональный совет Мате́-Йехуда́ (ивр. מועצה אזורית מטה יהודה‎) — единственный региональный совет в Иерусалимском округе Израиля, один из крупнейших в стране по территории и крупнейший по количеству населённых пунктов — их 57 на 2010 год. Его территория простирается от Иерусалима на востоке до прибрежной низменности на западе, посередине проходит шоссе № 1.

## История
Создан в 1964 году путём объединения четырёх меньших региональных советов — Эвен ха-Эзер, Гизо, Харей-Йехуда, ха-Эла. Состав еврейского населения совета очень разнообразен, прилагаются усилия по сохранению обычаев и фольклора каждой общины.

## Население
По статистическим данным Центрального статистического бюро Израиля население регионального совета на 2024 год составляет 51 132 человек.
Естественный прирост населения — 3,2 %.
56,6 % учеников получают аттестат зрелости.
Средняя зарплата на 2007 год — 7 562 шекелей.

## Населённые пункты

### Кибуцы
1. Харель
2. Маале-ха-Хамиша
3. Нахшон
4. Нетив-ха-Ламед-Хей
5. Цуба
6. Цора
7. Кирьят-Анавим
8. Рамат-Рахель

### Мошавы
1. Авиэзер
2. Эвен-Сапир
3. Адерет
4. Ора
5. Эштаоль
6. Бейт-Заит
7. Бейт-Меир
8. Бейт-Некуфа
9. Бекоа
10. Бар-Гиора
11. Гиват-Йеарим
12. Гиват-Йешаяху
13. Гефен
14. Зхария
15. Заноах
16. Таль-Шахар
17. Яд-ха-Шмона
18. Кисалон
19. Кфар-Урия
20. Лузит
21. Мево-Бейтар
22. Мата
23. Махасея
24. Месилат-Цион
25. Неве-Илан
26. Неве-Михаэль
27. Нехуша
28. Нахам
29. Нес-Харим
30. Агур
31. Аминадав
32. Цальфон
33. Цафририм
34. Рамат-Разиэль
35. Сдот-Миха
36. Шоэва
37. Шореш
38. Тирош
39. Таоз
40. Таром

### Арабские деревни
1. Айн-Накуба
2. Айн-Рафа

### Коммунальные посёлки
1. Гизо
2. Моца-Илит
3. Неве-Шалом
4. Натаф
5. Цур-Хадаса
6. Сригим

### Учреждения вне населённых пунктов
1. Молодёжная деревня «Кирьят-Йеарим»
2. Школа «Эйн-Карем»
3. Психиатрическая больница «Эйтаним»
4. Учреждение по лечению от наркотической зависимости «Реторно» (Гив‘ат-Шемеш)
5. Учреждение по лечению от наркотической зависимости «Кфар-Зоарим»
6. Учреждение специальная педагогики «Йедида»
7. Монастырь Дейр-Рафат

## Города-побратимы
- Вантаа (фин. Vantaa или Ванда швед. Vanda), Финляндия — с 1967[2]
- Вюрцбург (район, нем. Landkreis Würzburg), Германия — с 1997